# Janina Gavankar
Janina Zione Gavankar (ur. 29 listopada 1980 w Joliet) – amerykańska aktorka o indyjsko-holenderskich korzeniach. Także pianistka, perkusistka orkiestralna oraz wokalistka.

## Filmografia

### Filmy
| Rok  | Tytuł                                  | Rola                   | Uwagi           |
| ---- | -------------------------------------- | ---------------------- | --------------- |
| 2001 | Why Is God...                          | Mina                   | krótkometrażowy |
| 2003 | Dark                                   | Kaya                   |                 |
| 2005 | Just Speak                             | Melody                 | krótkometrażowy |
| 2005 | Cup of My Blood                        | Iona                   |                 |
| 2008 | Shattered!                             | Maria                  |                 |
| 2009 | Indian Gangster                        | Geeta                  | krótkometrażowy |
| 2010 | Quantum Quest: A Cassini Space Odyssey | Niki                   | głos            |
| 2010 | Men, Interrupted                       | Cece Twain             | krótkometrażowy |
| 2011 | The Custom Mary                        | Rime                   |                 |
| 2011 | Victory or Death                       | Selah                  | krótkometrażowy |
| 2012 | Satellite of Love                      | Michelle               |                 |
| 2013 | Who's Afraid of Virginia Wolf?         | Katia Amour / The Stud |                 |
| 2013 | The Final Moments of Karl Brant        | det. Hostetler         | krótkometrażowy |
| 2014 | Code Academy                           | Madame Counselor       | krótkometrażowy |
| 2014 | Myśl jak facet 2                       | Vanessa                |                 |
| 2017 | Zniknięcie Sidneya Halla               | Gina                   |                 |
| 2018 | Zaślepieni                             | Val                    |                 |
| 2018 | White Orchid                           | Tina                   |                 |
| 2020 | Droga powrotna                         | Angela                 |                 |
| 2020 | Punching and Stealing                  | Katie                  |                 |
| 2021 | Starcie                                | Piya                   |                 |

### Telewizja
| Rok       | Tytuł                                         | Rola                       | Uwagi              |
| --------- | --------------------------------------------- | -------------------------- | ------------------ |
| 2004      | Strong Medicine                               | Juni                       | 1 odc.             |
| 2007–2009 | Słowo na L                                    | Eva 'Papi' Torres          | 12 odc.            |
| 2008      | Moje chłopaki                                 | Terri                      | 1 odc.             |
| 2008      | Factory                                       | Laura                      |                    |
| 2008      | Gwiezdne wrota: Atlantyda                     | "Dusty" Mehra              | 1 odc.             |
| 2008      | Chirurdzy                                     | Lisa                       | 2 odc.             |
| 2009      | Agenci NCIS                                   | Angela Lopez               | 1 odc.             |
| 2009      | Dollhouse                                     | Lynn                       | 1 odc.             |
| 2009      | The Cleaner                                   | Usha Patel                 | 2 odc.             |
| 2009      | Szpital Three Rivers                          | Ada Rahimi                 | 1 odc.             |
| 2009–2015 | Wirtualna liga                                | Shivakamini Somakandarkram | 10 odc.            |
| 2010      | The Gates: Za bramą tajemnic                  | Leigh Turner               | gł. rola           |
| 2011      | Rozmowy w korku                               | Alexa                      | 3 odc.             |
| 2011–2013 | True Blood                                    | Luna Garza                 | gł. obsada         |
| 2012      | Byli                                          | Kerry                      | 1 odc.             |
| 2012      | Choke.Kick.Girl: The Series                   | Katie                      | 1 odc.             |
| 2013      | Love Is Dead                                  | Marisol Rajagopal          | film TV            |
| 2013      | Arrow                                         | Det. McKenna Hall          | 4 odc.             |
| 2013      | The Goodwin Games                             | Hannah                     | 1 odc.             |
| 2013      | Just Face It                                  | Ava                        | miniserial         |
| 2013      | Husbands                                      | Kajal                      | 1 odc.             |
| 2013      | Pamiętniki wampirów                           | Qetsiyah / "Tessa"         | 4 odc.             |
| 2014      | Nikki & Nora: The N&N Files                   | Lea Sadina                 | 4 odc.             |
| 2014      | Garfunkel and Oates                           | dr Sharma                  | 1 odc.             |
| 2014–2016 | Tajemnice Laury                               | Meredith Bose              | gł. rola           |
| 2015      | The History of Us                             | Sabrina                    | film TV            |
| 2017      | Jeździec bez głowy                            | Diana                      | gł. rola (sezon 4) |
| 2019      | Lepsze życie                                  | Nikki                      | 2 odc.             |
| 2019-2020 | The Morning Show                              | Alison Namazi              | 10 odc.            |
| 2020      | Siły Kosmiczne                                | Hannah Howard              | 1 odc.             |
| 2020-2021 | The Mighty Ones                               | Kensington (głos)          | 14 odc.            |
| 2020-2022 | Big Sky                                       | Ren Bhullar                | 18 odc.            |
| 2022      | Kobieta z domu naprzeciwko dziewczyny w oknie | Meredith                   | miniserial, 2 odc. |

### Gry komputerowe
| Rok  | Tytuł                    | Rola          | Uwagi                     |
| ---- | ------------------------ | ------------- | ------------------------- |
| 2014 | Far Cry 4                | Amita         | głos                      |
| 2017 | Horizon Zero Dawn        | Tatai         | głos                      |
| 2017 | Star Wars Battlefront II | Iden Versio   | głos, performance capture |
| 2019 | Afterparty               | Lola          | głos                      |
| 2023 | Alan Wake 2              | Kiran Estevez | aktor                     |